# Mönchhof-Dreieck
Mönchhof Dreieck is een knooppunt in de Duitse deelstaat Hessen
Bij knooppunt sluit de A67 vanuit Mannheim aan op de A3 Emmerich am Rhein - Passau.

## Geografie
Het knooppunt is genoemd naar het stadsdeel Mönchhof in Raunheim.
Nabijgelegen steden zijn Kelsterbach, Frankfurt am Main, Rüsselsheim, Mörfelden-Walldorf, Hattersheim en Flörsheim.
Het knooppunt ligt ongeveer 15 km ten zuidwesten van Frankfurt, ongeveer 30 km ten noordwesten van Darmstadt en ongeveer 60 km ten noorden van Mannheim.
Het knooppunt ligt nabij de Luchthaven Frankfurt am Main.

## Configuratie
Rijstrook
Nabij het knooppunt heeft de A3 2x3 rijstroken en de A67 2x2 rijstroken.
Knooppunt
Het is een half sterknooppunt.
Alle verbindingswegen hebben twee rijstroken.
Bijzonderheid
Op de A3 vormt het knooppunt een dubbel afrit met de afrit Raunheim.

## Verkeersintensiteiten
Dagelijks passeren ongeveer 216.000 voertuigen het knooppunt, hiermee behoort het tot de drukste verkeersknooppunten in Hessen.
| Van               | Naar                      | Gemiddeld aantal voertuigen per dag |
| ----------------- | ------------------------- | ----------------------------------- |
| AS Raunheim (A 3) | Mönchhof-Dreieck          | 115.000                             |
| Mönchhof-Dreieck  | AS Kelsterbach (A 3)      | 126.000                             |
| Mönchhof-Dreieck  | AS Rüsselsheim-Ost (A 67) | 83.200                              |

## Richtingen knooppunt
| Aansluitende wegen                                 | Aansluitende wegen | Aansluitende wegen | Aansluitende wegen | Aansluitende wegen                                                |
| -------------------------------------------------- | ------------------ | ------------------ | ------------------ | ----------------------------------------------------------------- |
| richting Wiesbaden / Koblenz / Keulen              |                    |                    |                    | richting Frankfurt am Main / Frankfurter Kreuz Würzburg / München |
|                                                    |                    |                    |                    |                                                                   |
|                                                    |                    |                    |                    |                                                                   |
|                                                    |                    |                    |                    |                                                                   |
| richting Rüsselsheim / Darmstadt Stuttgart / Bazel |                    |                    |                    |                                                                   |

## Weblinks
- Webcam am Mönchhof-Dreieck (hr-online.de)